# 川上靖
川上 靖（かわかみ やすし、1963年5月8日 - ）は、日本出身でアルゼンチン育ちの元サッカー選手、サッカー指導者。現役時代のポジションはミッドフィールダー。

## 来歴
日本の沖縄県出身で、5歳の頃に家族と共にアルゼンチンに移住した。
1980年代初頭にプリメーラBのCAバンフィエルドに加入し、アルゼンチン初の日本人選手となった。1985年7月20日に行われたCAオール・ボーイズ戦で初得点を決めるなど、バンフィエルドではリーグ戦8試合に出場し1得点をあげた。
1987年にピッコリ、ホルヘ・アルベーロ、アレハンドロ・アルベーロと共に訪日し、日本サッカーリーグ2部の全日空横浜クラブ（後の全日空クラブ）に加入。加入初年度は出場機会は少なかったが、チームとしては1987-88シーズンのJSL2部を制し、1部昇格を果たした。翌1988-89シーズンも在籍したが、出場機会はなく同シーズン限りで退団した。
その後は東海社会人サッカーリーグの中央防犯サッカー部を経て、1992年に日本プロサッカーリーグの清水エスパルスに加入したが、1993年のJリーグ開幕前に退団した。
引退後はアルゼンチンでサッカー指導者となり、1999年から2012年までアルゼンチン女子代表やU-20アルゼンチン女子代表の監督やテクニカルディレクターを務め、2008 FIFA U-20女子ワールドカップなどの国際大会で指揮をとった。このほか、アルゼンチン代表やU-23アルゼンチン代表やU-20アルゼンチン代表といった男子代表のスタッフとして国際試合に帯同した。

## 個人成績
| 国内大会個人成績 | 国内大会個人成績 | 国内大会個人成績 | 国内大会個人成績 | 国内大会個人成績 | 国内大会個人成績 | 国内大会個人成績 | 国内大会個人成績 | 国内大会個人成績 | 国内大会個人成績 | 国内大会個人成績 | 国内大会個人成績 |
| 年度             | クラブ           | 背番号           | リーグ           | リーグ戦         | リーグ戦         | リーグ杯         | リーグ杯         | オープン杯       | オープン杯       | 期間通算         | 期間通算         |
| 年度             | クラブ           | 背番号           | リーグ           | 出場             | 得点             | 出場             | 得点             | 出場             | 得点             | 出場             | 得点             |
| 日本             | 日本             | 日本             | 日本             | リーグ戦         | リーグ戦         | リーグ杯         | リーグ杯         | 天皇杯           | 天皇杯           | 期間通算         | 期間通算         |
| ---------------- | ---------------- | ---------------- | ---------------- | ---------------- | ---------------- | ---------------- | ---------------- | ---------------- | ---------------- | ---------------- | ---------------- |
| 1987-88          | 全日空           |                  | JSL2部           |                  |                  |                  |                  |                  |                  |                  |                  |
| 1988-89          | 全日空           |                  | JSL1部           |                  |                  |                  |                  |                  |                  |                  |                  |
| 1989             | 中央防犯         |                  | 東海             |                  |                  |                  |                  |                  |                  |                  |                  |
| 1990             | 中央防犯         |                  | 東海             |                  |                  |                  |                  |                  |                  |                  |                  |
| 1991-92          | 中央防犯         |                  | JSL2部           |                  |                  |                  |                  |                  |                  |                  |                  |
| 1992             | 清水             | -                | J                | -                | -                | 0                | 0                |                  |                  |                  |                  |
| 通算             | 日本             | 日本             | J                | 0                | 0                | 0                | 0                |                  |                  |                  |                  |
| 通算             | 日本             | 日本             | JSL1部           |                  |                  |                  |                  |                  |                  |                  |                  |
| 通算             | 日本             | 日本             | JSL2部           |                  |                  |                  |                  |                  |                  |                  |                  |
| 通算             | 日本             | 日本             | 東海             |                  |                  |                  |                  |                  |                  |                  |                  |
| 総通算           |                  |                  |                  |                  |                  |                  |                  |                  |                  |                  |                  |